# Materno Bossi
Materno Bossi (Porto Ceresio, 18 luglio 1737 – Würzburg, 28 agosto 1802) è stato uno stuccatore italiano naturalizzato tedesco.

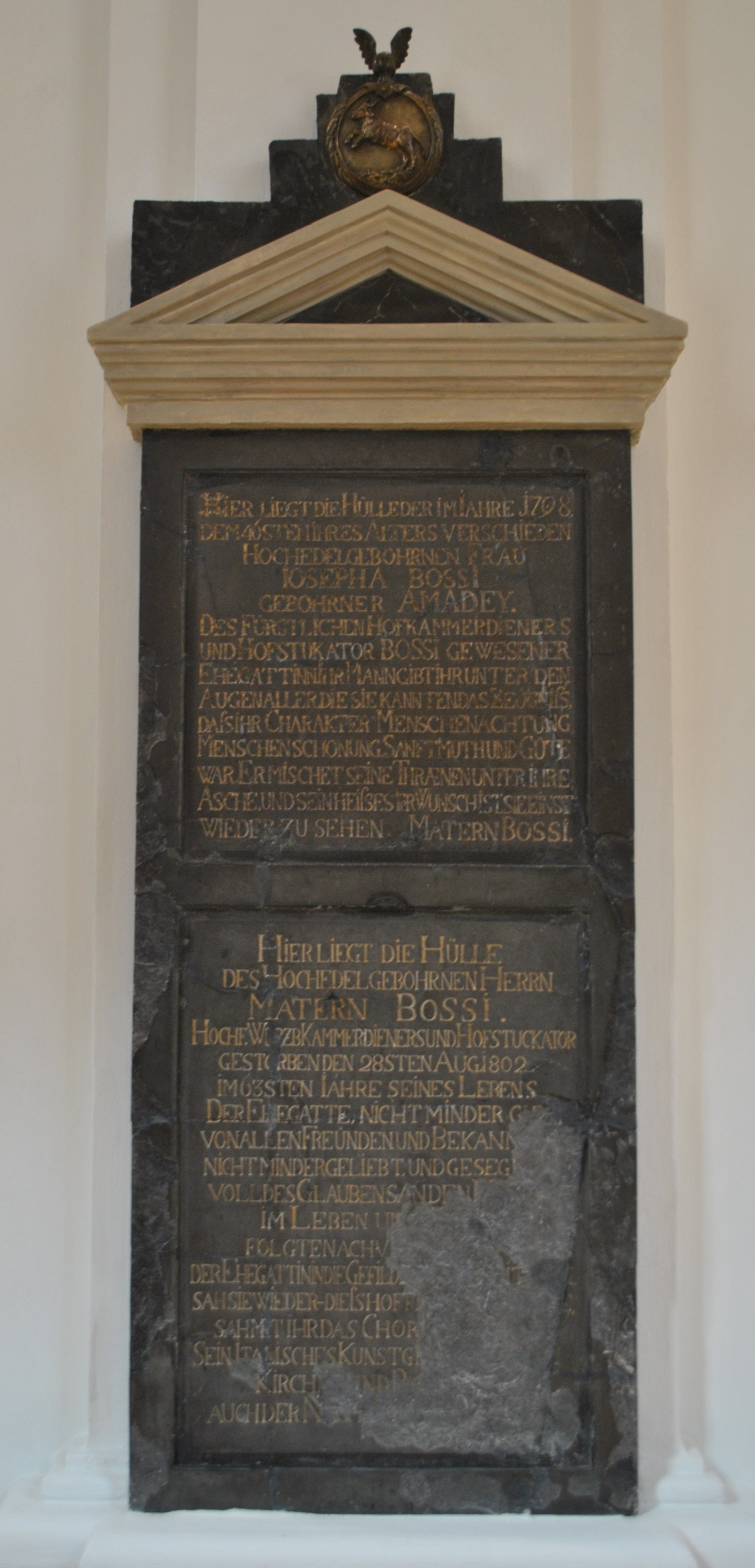
L'epitaffio di Materno Bossi nella Chiesa dei Santi Pietro e Paolo, a Würzburg

Fu particolarmente attivo nel Vescovato di Würzburg e contribuì a plasmare il barocco e il primo classicismo nel ducato del Württemberg.

## Biografia
Nacque a Porto Ceresio in Lombardia sul lago di Lugano il 18 luglio 1737. Proveniva da una famiglia di stuccatori che produsse diversi membri ben noti. Il lavoro di suo padre, Natale Bossi, non è però chiaro. La madre di Materno, Clara Bossi, ebbe diversi figli, ma non tutti raggiunsero l'età adulta. Materno Bossi iniziò giovanissimo l'apprendistato di stuccatore, ma le fonti tacciono su questa formazione.
All'età di 18 anni accompagnò il fratello Agostino, un intonacatore come lui, attraverso le Alpi fino a Würzburg. In Germania, il fratello maggiore Lodovico lavorava già come stuccatore di corte del duca Carlo Eugenio, così come lo zio Antonio Bossi. Quest'ultimo probabilmente divenne il datore di lavoro dei parenti in arrivo. Materno apprese da suo zio, almeno fino al 1757, anche se la data esatta non è chiara.
Dopo aver completato la sua formazione, nel 1759 visitò probabilmente il cantiere dell'edificio italiano della Residenza di Bayreuth e nel 1762 fu registrato a Stoccarda. Qui veniva citato come l'uomo migliore del fratello Lodovico e assunse per la prima volta le mansioni di mastro stuccatore. Materno lavorò anche con il fratello a Ludwigsburg, dove decorò il castello di Monrepos.
Insieme a suo fratello si recò di nuovo a Würzburg. La tromba delle scale della Residenza di Würzburg, di nuova costruzione, doveva essere stuccata e i maestri italiani erano l'ideale per questo lavoro. Nel 1766 Lodovico Bossi lasciò Würzburg, e il fratello minore Materno rimase a lavorare per la corte. Nel 1767, il principe-vescovo Adam Friedrich von Seinsheim ingaggiò il giovane Bossi per eseguire ulteriori lavori di stuccatura nella sua residenza cittadina.
Soddisfatto del lavoro dell'artista, il principe vescovo lo nominò stuccatore di corte nel settembre 1769. Due anni dopo, nel 1771, sposò Agnes Amadey, figlia del pasticcere di corte di Würzburg. Dal matrimonio non nacquero figli e Agnes morì nel 1798. Il suocero aveva lasciato in eredità agli sposi una casa vicino al monastero di Haugs. Già nel 1784, la coppia acquistò la propria in quella che oggi è Theaterstrasse, poiché Materno era stato anche nominato cameriere nel 1778.
Anche la nomina a stuccatore di corte fu associata a un gran numero di ordini. A Materno Bossi si deve innanzitutto la stuccatura degli edifici secolari dell'Hochstift. Inoltre, lavorò anche per altri nobili e molti ordini monastici. Nel 1789 stuccò la chiesa del Juliusspital, prima di aver già messo gli stucchi nella Würzburger Käppele. Lavorò anche nel Palazzo dell'Ordine Teutonico a Mergentheim e nel giardino del palazzo di piacere a Veitshöchheim.
Sebbene avesse ricevuto tutti gli ordini dai monasteri di Würzburg e Bamberga, divenne cittadino della sede reale della Bassa Franconia solo nel 1793. Due anni dopo, nel 1795, l'artista italiano iniziò a declinare quando si insediò il vescovo Georg Karl von Fechenbach. Gli stuccatori più giovani e moderni lo avevano superato. Materno morì il 28 agosto 1802 a Würzburg.

## Opere (selezione)
Poiché la maggior parte delle opere di Materno Bossi non sono state firmate, la classificazione si basa solo su fonti archivistiche. L'assegnazione è resa ancora più difficile dal fatto che la bottega era composta, oltre che da Materno e dai suoi collaboratori, anche dal fratello minore Agostino.
| Città                  | Anno                                                 | Opera                                                                                               | Note                                                      |
| ---------------------- | ---------------------------------------------------- | --------------------------------------------------------------------------------------------------- | --------------------------------------------------------- |
| Amerdingen             | 1789–1790                                            | Castello di Amerdingen: stuccatura                                                                  |                                                           |
| Ansbach                | 1779–1780                                            | Sala di preghiera cattolica: stucco, altare maggiore, pulpito                                       | Attribuito                                                |
| Aub                    | 1773                                                 | Castello di Aub: stucchi, quasi completamente distrutti                                             |                                                           |
| Aub                    | 1773                                                 | Assunzione della Vergine: Monte degli Ulivi                                                         | Attribuito                                                |
| Bad Bocklet            | 1788                                                 | Edificio principesco: decorazione a stucco                                                          |                                                           |
| Bad Kissingen          | 1774–1777                                            | Chiesa di San Giacomo: stucchi, altare maggiore, pulpito, altari laterali                           |                                                           |
| Bad Mergentheim        | 1780                                                 | Castello Mergentheim: sala capitolare dell'Ordine Teutonico                                         |                                                           |
| Bamberga               | 1772–1773                                            | Nuova residenza: due corridoi                                                                       |                                                           |
| Bamberg                | 1792–1793                                            | Chiesa di San Martino: tabernacolo, paliotto                                                        |                                                           |
| Dettelbach             | 1778–1779                                            | Maria delle sabbie: altare della grazia                                                             | Attribuito                                                |
| Ebrach                 | 1773–1791                                            | Abbazia di Ebrach: decorazione a stucco                                                             |                                                           |
| Eichstätt              | 1781/1782                                            | Hof Walderdorff: decorazione a stucco                                                               | Attribuito                                                |
| Forchheim              | 1775                                                 | Oberamtshaus: decorazione a stucco                                                                  |                                                           |
| Fuchsstadt             | 1767–1769                                            | Assunzione della Vergine: stucchi, altari e pulpito                                                 | Nuovo edificio dal 1751 al 1766 di Johann Michael Fischer |
| Gaukönigshofen         | 1776–1777                                            | Chiesa dell'Angelo Custode: stucchi, ammodernamento degli altari                                    |                                                           |
| Hausen (Bad Kissingen) | 1772–1776                                            | Saline superiori: cappella, stucco, quasi completamente distrutta                                   |                                                           |
| Heidenfeld             | 1783–1784                                            | Abbazia di Heidenfeld: stucchi distrutti                                                            | lediglich zugeschrieben                                   |
| Kirchheim              | 1790–1796                                            | Chiesa di San Michele: stucchi, altare maggiore, altari laterali, pulpito                           |                                                           |
| Kitzingen              | 1793–1794                                            | Chiesa di San Giovanni: pulpito                                                                     |                                                           |
| Memmelsdorf            | 1770–1775                                            | Castello di Seehof: grotta, distrutta; teatro; casetta del giardino                                 |                                                           |
| Saal an der Saale      | 1777                                                 | Visitazione della Vergine Maria: progetto di arredo della chiesa, non eseguito                      |                                                           |
| Triefenstein           | 1784–1786                                            | Monastero di Triefenstein: stucchi e arredi                                                         |                                                           |
| Veitshöchheim          | 1771–1774                                            | Parco del castello di Veitshöchheim: padiglione del giardino, distrutto; grotta; cascata, distrutta |                                                           |
| Vierzehnheiligen       | nach 1774                                            | Monastero Vierzehnheiligen: progetto del pulpito                                                    | lediglich zugeschrieben                                   |
| Werneck                | um 1793                                              | Castello Werneck: pulpito della cappella del castello                                               | lediglich zugeschrieben                                   |
| Wipfeld                | 1786–1787                                            | Chiesa di San Giovanni Battista: stucchi, altare maggiore                                           |                                                           |
| Würzburg               | 1767–1768                                            | Residenza di Würzburg: 2 camere degli ospiti, distrutte e ricostruite                               |                                                           |
| Würzburg               | 1769–1770                                            | Residenza: camera laccata verde, distrutta e ricostruita; forno nella Sala Bianca                   |                                                           |
| Würzburg               | 1770–1771                                            | Residenza: Teatro dell'Opera, allestimento scenico, distrutto; Fürstensaal, distrutta e ricostruita |                                                           |
| Würzburg               | 1772–1774                                            | Chiesa di San Michele: attrezzatura, distrutta; stucchi; pulpito                                    |                                                           |
| Würzburg               | 1774                                                 | Chiesa di San Michele: pulpito                                                                      |                                                           |
| Würzburg               | dopo il 1774                                         | Chiesa del monastero Ritrovamento della croce: bozza del pulpito, distrutta                         | Attribuito                                                |
| Würzburg               | 1776–1779                                            | Residenz: Sala Ingelheim, distrutta e ricostruita; stucco                                           |                                                           |
| Würzburg               | 1777                                                 | Residenz: Angoli del camino nella sala dell'opera, distrutti                                        |                                                           |
| Würzburg 1780          | Blasiusgasse 9, Sala delle feste: stucchi, distrutti | Arribuito                                                                                           |                                                           |
| Würzburg               | 1780                                                 | Residenza, edificio degli ambasciatori: vano scala in stucco, ingresso, 4 stanze, distrutto         |                                                           |
| Würzburg               | 1785–1788                                            | Cappella: progettazione dello stucco                                                                | Attribuito                                                |
| Würzburg               | 1789–1790                                            | Chiesa di Santo Stefano: progetto della decorazione in stucco                                       | Attribuito                                                |
| Würzburg               | 1796–1798                                            | Chiesa di San Michele: stucchi del coro, altari                                                     |                                                           |
| Zellingen              | 1787–1788                                            | Chiesa di San Giorgio: stucchi, 3 altari, pulpito                                                   |                                                           |